# Nenè Geraci
Antonino Geraci, detto Nenè (Partinico, 2 gennaio 1917 – Partinico, 6 febbraio 2007), è stato un mafioso italiano.
Soprannominato anche il vecchio, era il boss storico della mafia di Partinico, nella provincia di Palermo.

## Biografia
Geraci fece parte della Commissione a partire dalla metà degli anni '70 e apparteneva alla fazione alleata con i Corleonesi di Totò Riina e Bernardo Provenzano. Secondo il pentito Tommaso Buscetta, Geraci si occupava della latitanza di Riina quando egli risiedeva a Partinico. Come componente della commissione, Geraci fu implicato in molte decisioni che coinvolsero l'omicidio di eminenti personalità antimafia, che furono chiamati cadaveri eccellenti.

### Condanne
- Nel 1995, nel processo per gli omicidi dei commissari Beppe Montana e Antonino Cassarà, venne condannato all'ergastolo insieme a Michele Greco, Bernardo Brusca, Francesco Madonia e Salvatore Riina.
- Nello stesso 1995, nel processo per la strage della circonvallazione, per gli omicidi del generale Carlo Alberto dalla Chiesa, gli omicidi del capo della mobile Boris Giuliano, e del professor Paolo Giaccone, Geraci venne condannato all'ergastolo insieme a Salvatore Riina, Giuseppe Calò, Bernardo Brusca, Francesco Madonia, Bernardo Provenzano e Francesco Spadaro[2].
- Seguì il processo per gli omicidi di Piersanti Mattarella, Pio La Torre e Michele Reina, nel quale gli viene inflitto un altro ergastolo insieme a Michele Greco, Bernardo Brusca, Salvatore Riina, Giuseppe Calò, Francesco Madonia e Bernardo Provenzano[3].
- Nel 1997, nel processo per l'omicidio del giudice Cesare Terranova, Geraci subì un'ulteriore ergastolo insieme a Michele Greco, Bernardo Brusca, Giuseppe Calò, Bernardo Provenzano, Francesco Madonia e Salvatore Riina[4].
- Nello stesso 1997, nel processo per la strage di Capaci in cui persero la vita il giudice Giovanni Falcone, la moglie e la scorta, Geraci fu ergastolano insieme con i boss Salvatore Riina, Pietro Aglieri, Bernardo Brusca, Giuseppe Calò, Raffaele Ganci, Bernardo Provenzano, Benedetto Spera, Nitto Santapaola, Salvatore Montalto, Giuseppe Graviano e Matteo Motisi[5][6].
- Nel 1999, Geraci venne condannato nel processo contro i responsabili della strage di via D'Amelio, in cui persero la vita il giudice Paolo Borsellino e cinque dei suoi agenti di scorta[7][8].
- Nel 2002 la Corte d'Assise di Caltanissetta condannò Geraci all'ergastolo per la strage del giudice Rocco Chinnici insieme con i boss Salvatore Riina, Raffaele Ganci, Antonino Madonia, Salvatore Buscemi, Bernardo Provenzano, Giuseppe Calò, Francesco Madonia, Salvatore e Giuseppe Montalto, Stefano Ganci e Vincenzo Galatolo[9][10][11].

Morì il 6 febbraio 2007 nella sua casa di Partinico all'età di 90 anni.
Aveva ricevuto una condanna a 12 ergastoli.